# Окрехамн
О̀крехамн (на норвежки: Åkrehamn, кратка форма Окра) е град в Южна Норвегия. Разположен е на западния бряг на остров Кармьой на Северно море в община Кармьой на фюлке Ругалан. Окрехамн е най-големият град на остров Кармьой. Население 7422 жители според данни от преброяването към 1 януари 2008 г.